# Ericsson

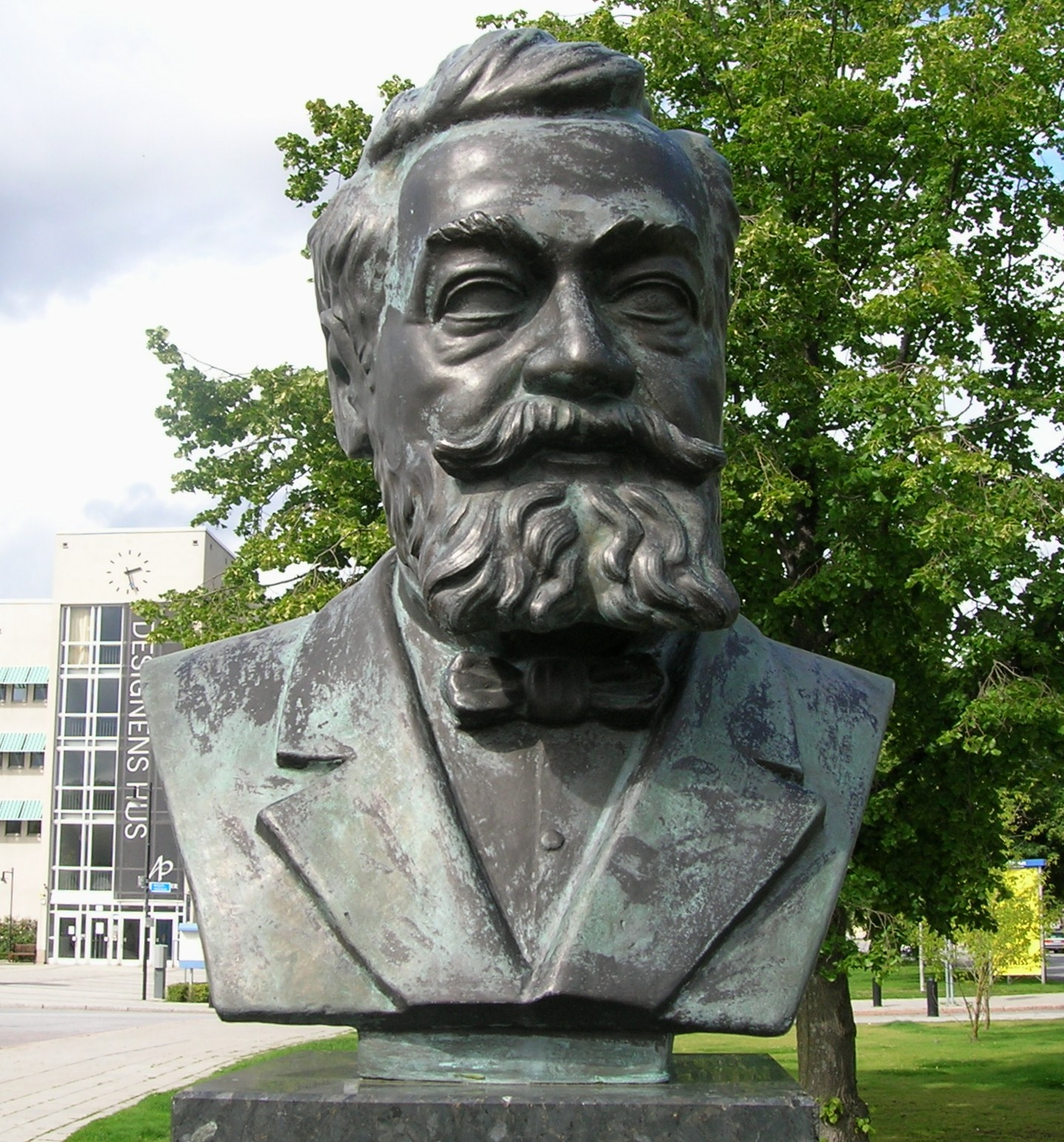
Lars Magnus Ericsson

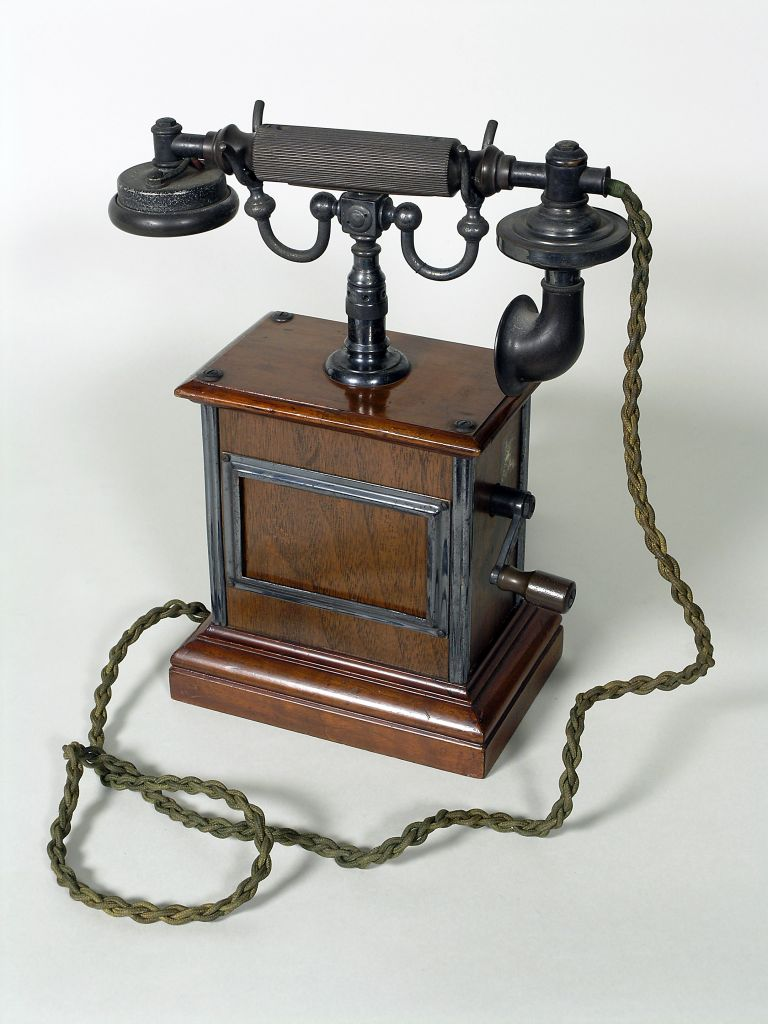
Een houten telefoontoestel van Ericsson, uit Nottingham, Engeland, thans in het Thinktank, Birmingham Science Museum

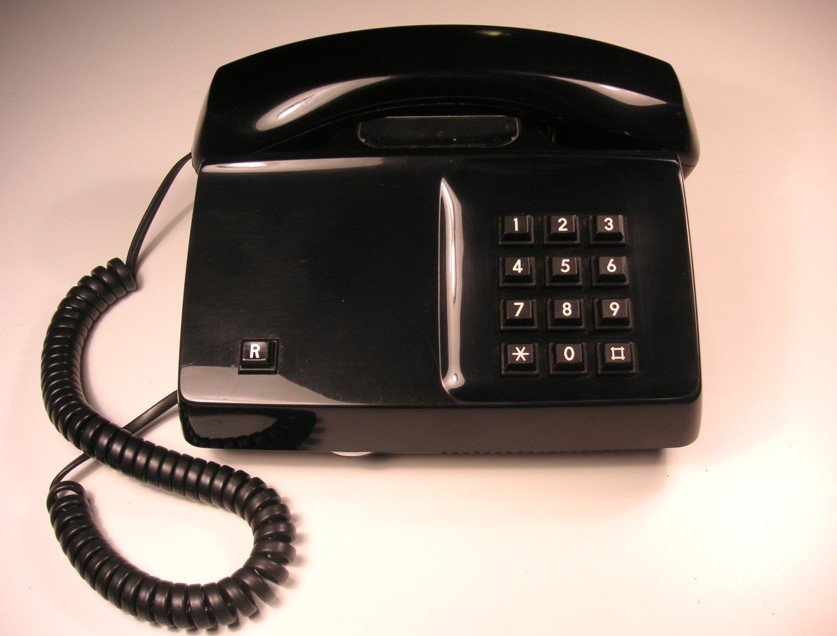
Ericssons eerste telefoon met druktoetsen (1978)

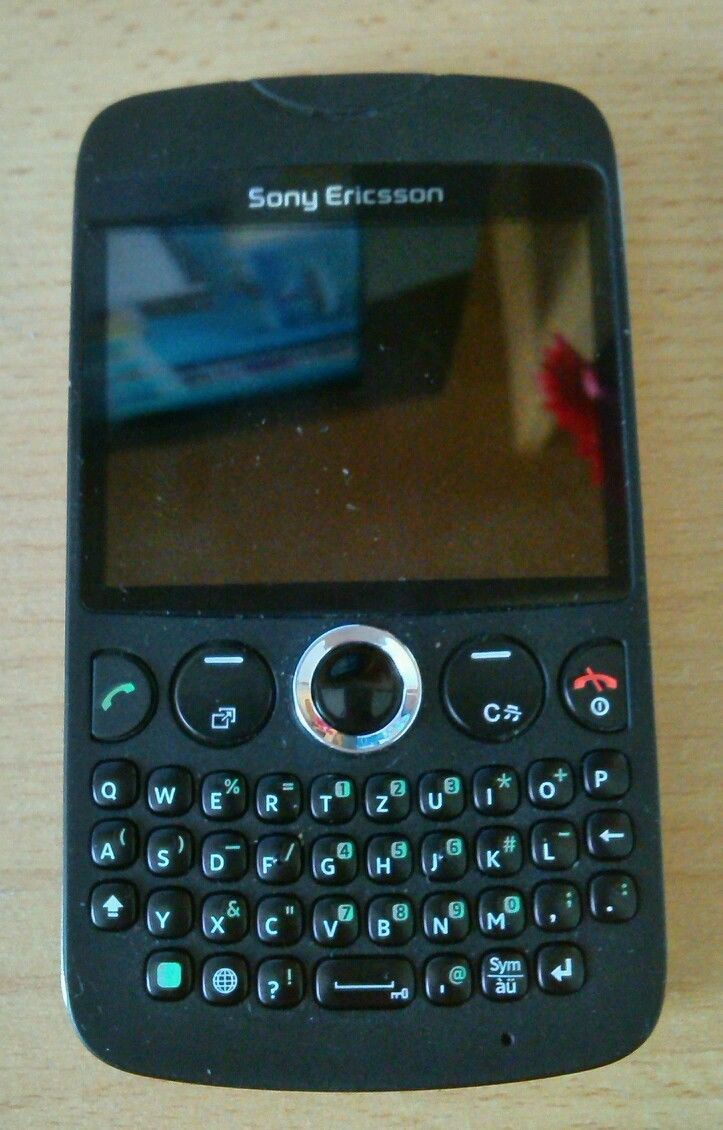
Sony Ericsson mobiele telefoon CK 13 i

Ericsson (Telefonaktiebolaget L. M. Ericsson) is een Zweedse fabrikant van telecommunicatieapparatuur, opgericht in 1876 als een reparatiewinkel voor telegrafieapparatuur door Lars Magnus Ericsson. In het begin van de 20e eeuw domineerde Ericsson de markt voor handmatige telefooncentrales, maar het was laat met de introductie van automatische centrales.

## Activiteiten
Ericsson levert goederen en diensten aan telefoonmaatschappijen en andere sectoren. In 2020 bestond 37% van de omzet uit diensten, 41% uit apparatuur en 22% uit software. Bij het bedrijf werken zo'n 100.000 mensen en de klanten zijn gevestigd in ongeveer 180 landen. Noord-Amerika is de belangrijkste afzetmarkt waar een derde van de omzet werd gerealiseerd en in Europa wordt een kwart van de omzet binnengehaald. Het bedrijf is beursgenoteerd en de aandelen worden verhandeld op de beurs van Nasdaq Stockholm en Amerikaanse depositary receipts worden op de NASDAQ in New York verhandeld. Het hoofdkantoor staat in Stockholm, Zweden.
Met het hoofdkantoor in Stockholm vormt Ericsson een onderdeel van de zogenaamde Wireless Valley. Na de overname van het netwerkbedrijf Redback werd in San Jose (Californië) (Verenigde Staten) de Ericsson Silicon Valley-campus geopend waarmee Ericsson ook aanwezig is in het technologische walhalla voor de wirelinewereld. In de drie jaren van 2018 tot en met 2020 gaf het jaarlijks bijna SEK 40 miljard aan Onderzoek & Ontwikkeling uit, dit was gemiddeld zo'n 15% van de omzet.
Het bedrijf had per jaareinde 2020 zo'n 3,3 miljard aandelen uitstaan, waarvan minder dan 10% A-aandelen en de rest B-aandelen. Elk A-aandeel heeft één stem en 10 B-aandelen hebben ook een stem. Naar stemrecht gemeten hebben de aandeelhouders van A-aandelen bijna de helft van het stemrecht in handen. De twee grootste aandeelhouders zijn Investor AB met 22,8% van het stemrecht en AB Industrivärden met ruim 19%.
| Jaar | Omzet   | Nettoresultaat | Medewerkers |
| ---- | ------- | -------------- | ----------- |
| 1980 | 12.174  | 215            | 65.900      |
| 1990 | 45.702  | 3.450          | 70.238      |
| 2000 | 273.569 | 21.018         | 105.129     |
| 2005 | 151.821 | 24.460         | 56.055      |
| 2010 | 203.348 | 11.235         | 90.261      |
| 2015 | 246.920 | 13.673         | 116.281     |
| 2020 | 232.390 | 17.623         | 100.824     |
| 2021 | 232.314 | 22.980         | 101.322     |
| 2022 | 271.546 | 19.112         | 105.529     |

### Nederland
Vodafone gebruikt voor zijn mobiele netwerk Ericssonapparatuur voor zowel het radio, Access, Core, en Transport netwerk. KPN gebruikt alleen het radiogedeelte.

## Geschiedenis
Lars Magnus Ericsson startte in 1876 samen met zijn vriend Carl Johan Andersson een technische reparatiewinkel. Het bedrijf was gevestigd aan Drottninggatan 15, in het centrum van Stockholm. In 1878 kreeg Ericsson de opdracht van de lokale importeur Numa Peterson om een aantal telefoons van Bell aan te passen. Dit vormde voor hem de inspiratie om een aantal telefoons van Siemens te kopen en telefoonapparatuur verder te bestuderen. Het dient te worden opgemerkt dat Ericsson gedurende zijn opleiding een aantal jaren daarvoor bij Siemens gestudeerd heeft. Aan het eind van dat jaar begon hij zelf telefoons te fabriceren, die veel leken op de Siemenstelefoons. Hij bracht zijn eerste product in 1879 op de markt.
Omdat het telefoonnetwerk van Stockholm in die jaren sterk uitbreidde, vormde het bedrijf zich om in een producent van telefoons. Toen Bell het grootste telefoonnetwerk van Stockholm kocht, stond deze echter toe dat alleen hun telefoons daarbij gebruikt werden. Hierdoor werd Ericsson gedwongen zijn telefoons te verkopen aan onafhankelijke telefoniebedrijven op het Zweedse platteland en in andere Noordse landen.
De hoge prijs van Bellapparatuur en diensten leidde ertoe dat Henrik Tore Cedergren in 1883 een onafhankelijk telefoniebedrijf oprichtte met de naam Stockholms Allmänna Telefonaktiebolag. Omdat Bell geen apparatuur aan concurrenten leverde, vormde Cedergen een pact met Ericsson, die de apparatuur voor zijn netwerk leverde. In 1918 gingen de twee bedrijven samen in Allmänna Telefonaktiebolaget LM Ericsson.
In 1884 werd de handmatige telefooncentrale met meervoudig schakelbord min of meer gekopieerd van het ontwerp van C. E. Scribner van Western Electric. Aangezien het ontwerp (US patent 529421 sinds 1879) niet gepatenteerd was in Zweden, was dit volledig legaal.
Een technicus van Stockholms Allmänna Telefonaktiebolag genaamd Anton Avén, combineerde in 1887 het luister- en het spreekgedeelte van een toentertijd standaard telefoontoestel in één onderdeel; de handset. Dit werd gebruikt door medewerkers van de centrales die een hand vrij moesten hebben terwijl ze met de klanten praatten. Deze uitvinding werd opgepakt door LM Ericsson en in de Ericssonproducten toegepast. Het eerste product hiermee was een telefoon genaamd The Dachshund.
's Werelds grootste handmatige telefooncentrale, voor 60.000 lijnen, werd door Ericsson geïnstalleerd in 1916 in Moskou. 
In 1925 kreeg Karl Fredric Wincrantz controle over het bedrijf omdat hij het merendeel van de aandelen had bemachtigd. Het bedrijf werd hernoemd in Telefon AB LM Ericsson. In die tijd begon Ivar Kreuger, als belangrijke eigenaar van de holding companies van Wincratz, belangstelling te vertonen in het bedrijf,
In 1928 begon Ericsson met zijn traditie van A- en B-aandelen, waarbij een A-aandeel in stemverhouding gelijkstond aan 1000 B-aandelen. Hierdoor kon Ericsson door slechts een beperkt aantal A-aandelen te bezitten toch controle over het bedrijf uitoefenen, zonder een meerderheid van de aandelen te bezitten. Door een groot aantal B-aandelen uit te geven, kon veel geld voor het bedrijf gegeneerd worden, terwijl toch een status quo van krachtsverhoudingen behouden kon worden.
In 1930 vond een tweede emissie van B-aandelen plaats. Hierdoor kon Kreuger met een mix van A- en B-aandelen het bedrijf overnemen. Hij kocht deze aandelen met geld dat hij van Ericsson geleend had, met als onderpand Duitse staatsobligaties. Vervolgens nam hij een grote lening van zijn eigen bedrijf Kreuger & Toll van ITT waarbij hij grote delen van Ericsson als onderpand gaf. Als gevolg van deze constructie had Kreuger Ericsson met het geld van het bedrijf zelf gekocht.
Dit alles had tot gevolg dat Ericsson na de dood van Kreuger in 1932 dicht bij een faillissement was. Dit werd voorkomen doordat Marcus Wallenberg (jr.) een deal sloot met verschillende Zweedse banken om Ericsson te redden. Een van deze banken, Stockholms Enskilda Bank (mede eigendom van de Wallenbergfamilie), verhoogde geleidelijk het aantal A-aandelen. In 1960 sloot de Wallenbergfamilie uiteindelijk een deal met ITT om hun Ericssonaandelen over te nemen.
In de jaren 90 had Ericsson een wereldwijd marktaandeel van 35-40% van mobiele telefoonsystemen. Net als het grootste gedeelte van de telecommunicatie-industrie leed Ericsson in de jaren 2001 tot en met 2003 grote verliezen. In 2001 kelderde de verkoop van mobiele telefoons en het bedrijf moest wereldwijd tienduizenden mensen ontslaan om de kosten te drukken. Aan het begin van 2001 telde het nog 105.000 medewerkers, maar het jaar sloot op 85.000 medewerkers. Zo'n 20.000 medewerkers waren ontslagen of zijn meegegaan naar de nieuwe eigenaren van verkochte bedrijfsonderdelen. De verliesgevende mobielehandsetdivisie ging in oktober 2001 op in een joint venture met Sony, genaamd Sony Ericsson. Vanaf 2004 raakt het bedrijf uit de verliezen, maar het personeelsaantal was gedaald naar 50.000. Eind 2011 kocht Sony voor iets meer dan één miljard euro het resterende belang in de joint venture Sony Ericsson.
Ericsson concentreert zich nu op zijn kernactiviteiten: levering van infrastructuur voor alle belangrijke mobiele technologieën en modernisering van bestaande koperen leidingen voor breedbandtoepassingen. De belangrijkste concurrenten zijn het Chinese Huawei en het Finse Nokia.
In 2019 heeft Ericsson een schikking van ruim 1 miljard dollar getroffen in een Amerikaanse corruptiezaak. Het bedrijf bekende schuld en wordt de komende drie jaar extra gecontroleerd door een onafhankelijke partij. Tussen 2000 en 2016 heeft Ericsson zich schuldig gemaakt aan het betalen van steekpenningen en valsheid in geschrifte in China, Djibouti, Indonesië, Koeweit en Vietnam. Verder ontbrak een goedwerkende interne controle op de boekhouding en werden externe partijen ingezet om steekpenningen te betalen aan overheidsfunctionarissen. Dit alles is gebleken na een onderzoek van de Amerikaanse justitie en belastingdienst en de Securities and Exchange Commission.

In februari 2022 kwamen nieuw misstanden aan het licht, onder andere in Irak waarbij ook geld bij terreurorganisatie Islamitische Staat is terechtgekomen. Het Amerikaanse ministerie van Justitie beschuldigt Ericsson van het achterhouden van informatie. Op 2 maart 2023 werd een schikking overeengekomen waarbij Ericsson een boete betaald van SEK 2,2 miljard (US$ 206 miljoen).

## Naslagwerken
- (en)  John Meurling & Richard Jeans (1994) A switch in time: AXE — creating a foundation for the information age. London: Communications Week International. ISBN 0-952-40311-0.
- (en)  John Meurling & Richard Jeans (1997) The ugly duckling. Stockholm: Ericsson Mobile Communications. ISBN 91-630-5452-3.
- (en)  John Meurling & Richard Jeans (2000) The Ericsson Chronicle: 125 years in telecommunications. Stockholm: Informationsförlaget. ISBN 91-7736-464-3.
- (en)  John Meurling & Richard Jeans The Mobile Phone Book: The Invention of the Mobile Telephone Industry. ISBN 0-952-40310-2